# Battaglia di Capo Bon (468)
La battaglia di Capo Bon del 468 fu una battaglia navale combattuta tra l'Impero romano e i Vandali e che vide la vittoria dei Vandali, che impedirono così ai Romani di recuperare l'Africa.

## Contesto storico

### La conquista vandalica dell'Africa
I Vandali erano una popolazione germanica che nel 406, sospinta dagli Unni, varcarono il Reno, devastarono la Gallia romana (406-409) per poi stanziarsi in Spagna meridionale, sottraendola al controllo romano. Nel 429, condotti dal loro re Genserico, i Vandali invasero l'Africa, forse chiamati dal comes Africae Bonifacio, che era stato proclamato dalla reggente Galla Placidia nemico pubblico in quanto accusato di voler separare l'Africa dall'Impero. Se la notizia del tradimento è vera (è stata recentemente messa in dubbio da Heather), in ogni caso Bonifacio si pentì dell'invito e, riconciliatosi con Galla, tentò di arrestare l'invasione vandalica, senza alcun successo. Il comando dell'esercito fu allora affidato al generale romano-orientale Aspar che, se non riuscì a sconfiggere Genserico, lo spinse perlomeno a negoziare: nel 435, con gli accordi di Trigezio i Romani riconoscevano a Genserico il controllo di Mauritania e parte della Numidia, ma le province più prospere del Nord Africa (Proconsolare, Byzacena e il resto della Numidia) rimanevano in mani romane.
Quattro anni dopo, però Genserico conquistò proditoriamente Cartagine, violando i patti, e con l'astuzia spinse l'unno Attila a invadere l'Impero romano d'Oriente, impedendogli di aiutare l'Impero d'Occidente in una progettata spedizione contro i Vandali (nel 441 una flotta romano-orientale contenente intorno ai 30 000 soldati fu inviata in Sicilia per riconquistare l'Africa, ma fu richiamata alla notizia dell'attacco di Attila). L'Impero d'Occidente, privato del sostegno dell'Impero d'Oriente (minacciato da Attila), fu costretto a negoziare: nel 442 riconobbe a Genserico il possesso di Cartagine e della Proconsolare, Byzacena e parte della Numidia, mentre Genserico restituiva ai Romani le Mauritanie e il resto della Numidia, province però fortemente devastate dal conflitto e comunque minacciate dai Mauri (popolazioni del deserto native dell'Africa).
La perdita dell'Africa fu un serio colpo per l'Impero d'Occidente. I territori africani rimasti in mano all'Impero erano stati devastati dai saccheggi dei Vandali, tanto che Valentiniano III fu costretto a concedere alla Numidia cinque anni di esenzione fiscale per 13 000 unità di terreno coltivabile. Anche le altre province subirono danni ingenti: da un editto fiscale del 21 giugno del 445 risulta che Numidia e Mauritania Sitifense versavano solo 1/8 delle tasse che versavano prima dell'invasione. La crisi economica dovuta alla perdita o alla devastazione di così tante province costrinse gli Imperatori a ridurre i benefici fiscali che favorivano i possessori terrieri ed evidentemente anche a ridurre i ranghi di un esercito già debole: ciò è testimoniato da una legge in cui il regime di Ezio giustificò l'introduzione di una nuova tassa con il fatto che lo stato si trovava a corto di soldi per il mantenimento dell'esercito a causa del calo di gettito fiscale dovuto alle perdite territoriali o alle devastazioni belliche. Secondo stime di Heather, la perdita delle imposte che versavano le province devastate o occupate dai Vandali era l'equivalente dei costi di mantenimento di almeno 40 000 fanti o di 20 000 cavalieri, molti dei quali dovettero quindi essere licenziati a causa delle ristrettezze economiche.
Dall'Africa i Vandali allestirono una flotta di imbarcazioni pirata e saccheggiarono le province dell'Impero, giungendo addirittura a saccheggiare Roma nel 455. Dopo il sacco di Roma si impadronirono delle Mauritanie, della Sardegna, Corsica e Isole Baleari.

### Antemio e i preparativi di una riconquista
Come già detto, la perdita dell'Africa fu fatale per l'Impero d'Occidente, perché il gettito fiscale proveniente dalla diocesi d'Africa era essenziale per mantenere l'esercito d'Occidente. Il governo imperiale, a corto di soldi a causa delle continue mutilazioni territoriali (con conseguente calo delle entrate fiscali), non poté dunque far nulla per potenziare l'esercito e anzi fu costretto a ridurne gli effettivi per ragioni di bilancio, portando ad ulteriori perdite di territori. L'unico modo per far rinascere l'Impero invertendo la tendenza di rapido declino era dunque sconfiggere i Vandali e riconquistare le ricche e produttive province dell'Africa. Il primo a tentarci fu l'Imperatore Maggioriano (457-461), la cui spedizione contro i Vandali, però, non partì mai a causa della distruzione della sua flotta ad opera dei pirati vandali, forse aiutati da traditori. Maggioriano, al ritorno in Italia, fu detronizzato e ucciso dal generale di origini barbariche Ricimero, che pose come imperatore fantoccio Libio Severo (461-465), non riconosciuto tuttavia né dall'Imperatore d'Oriente, né dai generali Egidio (in Gallia) e Marcellino (in Dalmazia), che secessionarono dall'Impero, creandosi domini propri in Gallia settentrionale e in Dalmazia.
Nel frattempo, i Vandali continuarono a devastare quasi indisturbati le coste dell'Italia meridionale e della Sicilia, e furono vane le proteste di entrambe le parti dell'Impero. Intorno al 456, secondo un frammento della Storia di Prisco di Panion, Marciano, Imperatore della parte orientale dell'Impero, inviò ambasciatori presso Genserico, pregandolo di guardarsi dal devastare l'Italia e di restituire la libertà alla moglie e alle figlie di Valentiniano III fatte prigioniere durante il sacco di Roma del 455: ma l'ambasceria non ottenne niente da Genserico. Secondo lo stesso Prisco di Panion, Marciano inviò un'ulteriore ambasceria, condotta dal vescovo Bleda, presso Genserico, con le medesime richieste, ma Genserico fu inflessibile e, congedato il vescovo, il re dei Vandali ordinò al suo esercito e alla sua flotta di condurre incursioni a fine di saccheggio in Sicilia e in Italia meridionale. Ciò ovviamente generò le proteste dell'Imperatore d'Occidente Avito, il quale inviò ambasciatori presso Genserico, ammonendolo di rispettare i patti e non devastare l'Impero: in caso contrario, Avito avrebbe risposto con la guerra.
Nel 456 Genserico inviò una flotta di sessanta navi a devastare la Sicilia e l'Italia meridionale: l'esercito romano, condotto dal generale Ricimero, riuscì tuttavia a sventare l'invasione, infliggendo due sconfitte agli invasori, dapprima nei pressi di Agrigento e, infine, nei pressi della Corsica. Questi successi fecero sì che Avito decise di premiare Ricimero nominandolo magister militum praesentalis.. Proprio Ricimero, con il sostegno di un altro abile generale, Maggioriano, cominciò a tramare contro Avito: sfruttando il malcontento del senato e del popolo romano nei confronti di Avito, i due generali riuscirono a detronizzare l'Imperatore. Venne quindi nominato imperatore Maggioriano, il quale tentò di rimettere in sesto lo stato dal punto di vista della potenza militare: a tal fine rinforzò l'esercito tramite il reclutamento di numerosi mercenari barbari e ricostituì una nuova flotta, che a quell'epoca nell'Impero d'Occidente era pressoché scomparsa. Si adoperò anche a difendere l'Italia meridionale dai saccheggi dei Vandali, ottenendo alcuni successi: nel 458 un'orda di invasori vandali che aveva invaso la Campania per devastarla fu sconfitta nei pressi del Volturno dall'esercito romano.
Maggioriano, una volta stretta alleanza con i Goti della Gallia e sottomesso i popoli limitrofi ai suoi domini con la forza o con la diplomazia, si accinse ad invadere con una flotta di trecento navi l'Africa, per riconquistarla ai Vandali. Genserico, temendo il valore di Maggioriano, gli inviò un'ambasceria, con la quale gli fece sapere che nel caso ci fosse una qualche divergenza tra i due popoli, questa poteva essere risolta con le negoziazioni invece che con la guerra. Ma Maggioriano rifiutò di negoziare e congedò l'ambasceria, costringendo Genserico a mettere a fuoco tutta la Mauritania, dove sarebbe dovuta approdare la flotta di Maggioriano, contaminandone persino le acque. La flotta di Maggioriano, tuttavia, non partì mai, perché distrutta dalla flotta vandala mentre era ormeggiata in un porto della Spagna; probabilmente erano stati dei traditori ad informare i Vandali dell'ubicazione della flotta romana. Maggioriano, privato di quella flotta che gli era necessaria per l'invasione, fu costretto a firmare con i Vandali un trattato svantaggioso, di cui le fonti non riferiscono le condizioni, ma che presumibilmente comprendeva il riconoscimento da parte romana dell'occupazione vandala della Mauritania e forse anche di Sardegna, Corsica e Isole Baleari. Tornato in Italia, Maggioriano fu detronizzato e ucciso per ordine di Ricimero.
Genserico colse l'uccisione di Maggioriano come pretesto per rompere il trattato stretto con lui e invadere di nuovo l'Italia e la Sicilia. Il generale romano Marcellino si era all'epoca ritirato dalla Sicilia avendogli Ricimero portato via il nerbo dell'esercito: odiando Marcellino, infatti, Ricimero aveva profuso denaro ai soldati romani, quasi tutti mercenari unni, spingendoli a disertare da lui. Marcellino, costretto, pertanto, ad abbandonare la Sicilia per via delle insidie di Ricimero, ritornò in Dalmazia, che separò dall'Impero non avendo riconosciuto il nuovo Imperatore d'Occidente, Libio Severo. Essendo la Sicilia esposta ai saccheggi dei Vandali, l'Imperatore inviò un'ambasceria presso Genserico, intimandogli di rispettare il trattato stretto con Maggioriano, di restituire la libertà alla moglie e alle figlie di Valentiniano III e di guardarsi dal devastare la Sicilia e l'Italia meridionale. Genserico accettò unicamente, nel 462, di liberare Eudocia e Placidia, e solo dopo aver costretto Eudocia a sposare Unerico, ma non cessò di devastare l'Italia meridionale e la Sicilia: intendeva, infatti, ora ricattare l'Impero d'Occidente, costringendolo a nominare come Imperatore Olibrio, imparentato con Genserico in quanto marito di Placidia.
In quell'epoca l'Impero d'Occidente non doveva temere unicamente i Vandali, ma anche la rivolta di Egidio, il quale, forte dell'appoggio dell'esercito delle Gallie, aveva separato la Gallia dal resto dell'Impero, non riconoscendo il nuovo Imperatore Libio Severo: Egidio era, infatti, un uomo di fiducia di Maggioriano e, di conseguenza, non era disposto a riconoscere il nuovo regime responsabile della sua uccisione. Ricimero riuscì tuttavia a mettergli contro Visigoti e Burgundi, al prezzo di nuove pesanti concessioni territoriali (ai Visigoti cedette Narbona e ai Burgundi concesse di espandersi nella Valle del Rodano), per cui Egidio, intento a guerreggiare i Barbari nelle Gallie, non ebbe l'opportunità per invadere l'Italia. Anche Marcellino e l'Impero d'Oriente non riconobbero il nuovo Imperatore d'Occidente e si rifiutarono per tale motivo di prestargli soccorso contro i Vandali. E così, all'arrivo di ogni primavera, i Vandali procedevano a devastare indisturbati l'Italia meridionale e la Sicilia, come narrato da Prisco di Panion:
(Prisco di Panion, Storia, frammento 30.)
L'Impero d'Oriente non aveva acconsentito a prestare la flotta all'Impero d'Occidente, non solo perché non riconosceva come Imperatore legittimo Libio Severo, per cui non era disposta ad appoggiarlo, ma anche perché il trattato con i Vandali del 462, con cui l'Impero d'Oriente riotteneva la restituzione di Eudossia e Placidia, imponeva all'Impero d'Oriente di non intervenire contro i Vandali in appoggio all'Impero d'Occidente.
Ricimero, conscio che per invertire la tendenza di declino, avrebbe dovuto avere il sostegno dell'Impero d'Oriente, si rese conto di aver errato a innalzare alla porpora Libio Severo, giacché non era riconosciuto dall'Imperatore d'Oriente. Per fortuna di Ricimero (o forse perché Ricimero stesso lo fece assassinare), Libio Severo perì nel 465. L'Imperatore d'Oriente Leone I, allora, si accordò con Ricimero: se fosse stato accettato come imperatore d'Occidente il "greco" Antemio, Leone I avrebbe aiutato l'Impero d'Occidente a recuperare l'Africa ai Vandali. Antemio arrivò a Ravenna nel 467, e fu riconosciuto imperatore sia in Gallia che in Dalmazia. Il poeta romano-gallico Sidonio Apollinare gli dedicò un panegirico, in cui gli augurava il successo nella spedizione contro i Vandali.
Nel 468, Leone scelse Basilisco come comandante in capo della spedizione militare contro Cartagine. L'attacco alla capitale dei Vandali fu una delle più vaste operazioni militari della storia, coordinata tra più forze, con più di mille navi e centomila soldati. Lo scopo dell'operazione era di punire il re vandalo Genserico del sacco di Roma del 455, durante il quale la vecchia capitale dell'impero romano d'Occidente era stata depredata, e l'imperatrice Licinia Eudossia, vedova di Valentiniano III, presa come ostaggio insieme alle sue figlie.
Il piano fu elaborato in accordo tra l'imperatore d'Oriente Leone, l'imperatore d'Occidente Antemio e il generale Marcellino che godeva di una certa indipendenza nell'Illirico.
Secondo Prisco di Panion, l'Imperatore Leone annunciò con un'ambasceria a Genserico l'elevazione a imperatore d'Occidente di Antemio, e lo minacciò di guerra se non avesse smesso di devastare l'Italia; l'ambasceria, non ottenne tuttavia, alcun risultato, e l'Imperatore dovette rispondere con la guerra.

## Forze in campo

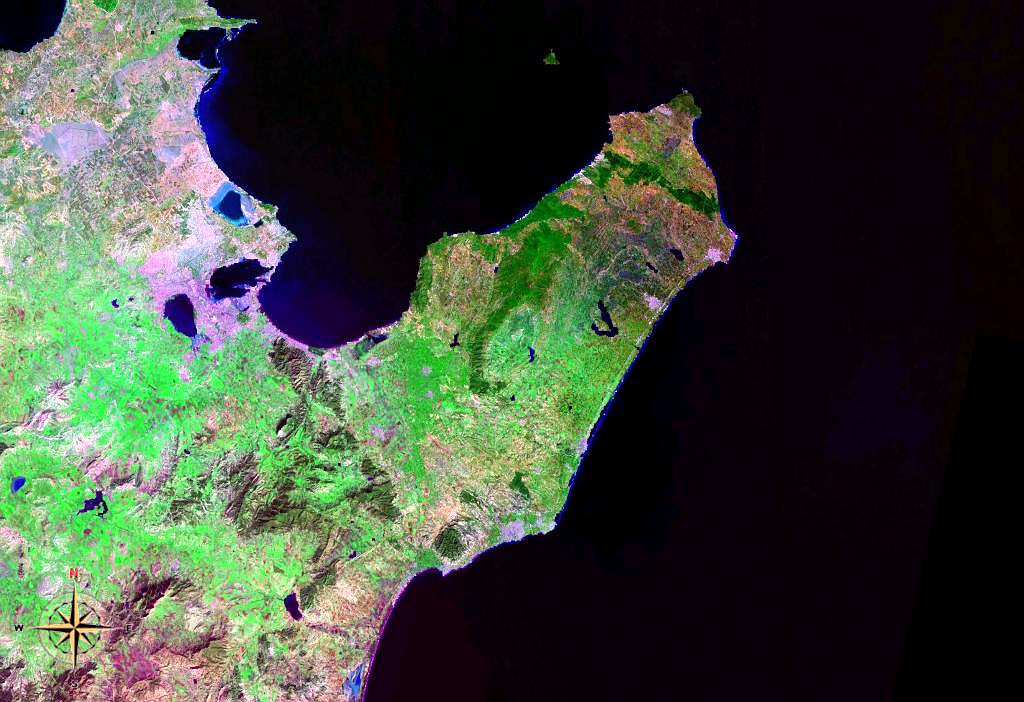
Il Capo Bon, nell'odierna Tunisia, è il luogo dove la flotta romano-orientale comandata da Basilisco sbarcò per attaccare la capitale dei Vandali, Cartagine

Gli storici antichi e moderni hanno fornito stime differenti riguardo al numero di navi e truppe sotto il comando di Basilisco, come pure riguardo ai costi della spedizione. Entrambi furono enormi: Niceforo Gregora parla di centomila navi, il più affidabile Giorgio Cedreno afferma che la flotta che attaccò Cartagine consisteva di 1113 navi, ciascuna con cento uomini a bordo. La stima più conservativa dei costi della spedizione è di 64 000 libbre di oro, una somma superiore agli introiti annuali del fisco imperiale, mentre Procopio di Cesarea parla di 130 000 libbre di oro. L'opera enciclopedica del X secolo, Suda, riporta che:
Dato che una libbra d'oro equivaleva a circa 18 libbre d'argento, il totale della somma spesa da Leone I per allestire la spedizione, secondo almeno il Suda, fu di 103 000 libbre d'oro.
Secondo Procopio di Cesarea, l'Imperatore Leone mise insieme un esercito di centomila soldati, nonché una flotta immensa comprendenti tutte le navi del Mediterraneo orientale. Sempre secondo Procopio spese in tutto 1300 centenaria per allestire la dispendiosa spedizione navale.

## La spedizione
Basilisco salpò direttamente per Cartagine, mentre Marcellino attaccò e conquistò la Sardegna e un terzo contingente, comandato da Eraclio di Edessa, sbarcò sulle coste libiche a est di Cartagine, avanzando rapidamente.
All'inizio Basilisco impegnò la flotta dei Vandali in una serie di scontri vittoriosi, affondando 340 navi nemiche. La Sardegna e la Libia erano già state conquistate da Marcellino ed Eraclio, quando Basilisco gettò l'ancora al largo del promontorium Mercurii, oggi Capo Bon, a circa sessanta chilometri da Cartagine. Genserico chiese a Basilisco di concedergli cinque giorni per elaborare le condizioni per la pace. Durante i negoziati, tuttavia, Genserico raccolse le proprie navi, ne riempì alcune di materiale combustibile e, durante la notte, attaccò all'improvviso la flotta imperiale, lanciando i brulotti contro le navi nemiche, non sorvegliate: 
(Procopio, De Bello Vandalico, I,6.)
I comandanti imperiali provarono a salvare alcune navi dalla distruzione, ma le loro manovre vennero interrotte dall'attacco dei restanti vascelli vandali:
(Procopio, De Bello Vandalico, I,6.)
Basilisco fuggì col proprio vascello nel mezzo della battaglia. L'aiutante di Basilisco, Giovanni (Joannes), vistosi circondato dai Vandali, rifiutò il salvacondotto offertogli dal figlio di Genserico, Genso, e si gettò in mare con l'armatura, affogandosi. Le sue ultime parole furono che non poteva arrendersi a dei "cani infedeli" come i Vandali, i quali erano Ariani (Procopio).
Procopio di Cesarea accusa di tradimento il comandante della spedizione, Basilisco: all'epoca, sorsero sospetti, infatti, che Basilisco si fosse accordato con il potente generale di origini alane Aspare per far fallire la spedizione: infatti, secondo alcuni storici dell'epoca, Aspare temeva che, nel caso i Vandali fossero stati sconfitti, Leone avrebbe acquisito sufficiente prestigio da poter liberarsi dall'ingerenza del generale alano negli affari di stato; per tali motivi Aspare, pur di conservare il controllo dello stato, avrebbe chiesto a Basilisco di far fallire la spedizione. Secondo Procopio, fu per lo scopo deliberato di far fallire la spedizione che Basilisco esitò ad attaccare Cartagine, accettando il denaro di Genserico allegato alla richiesta dei cinque giorni di tregua. La tregua di cinque giorni permise poi a Genserico di allestire le navi incendiarie e vincere così la battaglia. In ogni caso il presunto tradimento di Basilisco è messo in dubbio dalla storiografia moderna.

## Conseguenze

### Reazioni immediate
A seguito della perdita di gran parte della flotta, la spedizione fallì: Eraclio si ritirò attraverso il deserto nella Tripolitania, tenendo la posizione per due anni finché non venne richiamato; Marcellino si ritirò in Sicilia, dove venne raggiunto da Basilisco, ma fu assassinato, forse per istigazione di Ricimero, da uno dei propri capitani. Il re dei Vandali espresse sorpresa e soddisfazione, perché i romani stessi avevano eliminato uno dei suoi più formidabili nemici.
Al suo ritorno a Costantinopoli, Basilisco si nascose nella chiesa di Hagia Sophia per sfuggire all'ira della popolazione e alla vendetta dell'imperatore. Grazie alla mediazione di Verina, Basilisco ottenne il perdono imperiale, e fu punito solo con l'esilio a Eraclea Sintica, in Tracia.
Va considerato che nel giudizio degli storici moderni, la responsabilità di Basilisco nel fallimento della spedizione contro i Vandali è messa in dubbio: a favore di questa interpretazione pesa la possibilità che l'usurpazione di Basilisco e l'odio contro di lui che ne seguì abbiano fatto esprimere giudizi negativi sulla sua capacità di comandante in questa occasione.

### Impatto nella storia
Secondo Heather, il successo della spedizione di Basilisco (con conseguente recupero del gettito fiscale dell'Africa e fine dei saccheggi dei Vandali) avrebbe potuto impedire o ritardare di molto la caduta dell'Impero romano d'Occidente:
(Heather, p. 477.)
Il fallimento della spedizione determinò invece la rapida caduta dell'Impero romano d'Occidente nel giro di otto anni, giacché non solo il gettito fiscale dell'Impero non era più sufficiente per difenderlo dagli invasori, ma le grandi cifre spese mandarono in rosso il bilancio dell'Impero d'Oriente, impedendogli di aiutare ulteriormente quello d'Occidente. A causa della carenza di soldi, lo stato, per esempio, non poté più garantire alle guarnigioni che difendevano il Norico una paga regolare né equipaggiamenti sufficienti a respingere con efficacia i predoni barbari, come narrato dalla Vita di San Severino; a un certo punto, con l'interruzione della paga, le guarnigioni del Norico sbandarono, anche se continuarono per qualche tempo a difendere la regione dai predoni come milizie cittadine. In Gallia, invece, il re visigoto Eurico, resosi conto dell'estrema debolezza dell'Impero e constatando che la spedizione contro i Vandali era fallita, tra il 469 e il 476 conquistò tutta la Gallia che ancora rimaneva ai Romani a Sud della Loira, sconfiggendo sia gli eserciti inviati dall'Italia da Antemio che le guarnigioni locali. Nel 475 l'Imperatore Giulio Nepote riconobbe i Visigoti come stato indipendente dall'Impero e tutte le conquiste di Eurico. Con l'Impero ridottosi alla sola Italia (con Dalmazia e Gallia settentrionale ancora romane ma secessioniste), il gettito fiscale si era ridotto a tal punto da non essere nemmeno sufficiente a pagare l'esercito romano d'Italia stesso, costituito ormai quasi totalmente da barbari provenienti da oltre Danubio e un tempo sudditi dell'Impero unno. Quando poi l'esercito "romano" d'Italia stesso si rivoltò per ritardi nel pagamento e depose l'ultimo imperatore d'Occidente Romolo Augusto (476), il capo dei ribelli Odoacre decise di non nominare un imperatore d'Occidente, assumendo il governo dell'Italia per conto dell'Imperatore d'Oriente Zenone e decretando la caduta dell'Impero romano d'Occidente.